# Fremde Richter
Der Begriff fremde Richter ist ein Terminus der älteren schweizerischen Verfassungsgeschichte. Er geht zurück auf die legendäre Gründungsurkunde der Alten Eidgenossenschaft von 1291, wo sich die Urkantone schworen, keinen Richter anzuerkennen, «der nicht unser Landsmann ist».

## Geschichte
Historischer Kontext dieses «Richterartikels» des Bundesbriefs ist die seinerzeitige Habsburger-Herrschaft auf schweizerischem Territorium, deren sich die Urkantone und später auch die sich ihnen anschliessenden weiteren Kantone erwehren wollten und die eben z. B. auch die habsburgische Gerichtsbarkeit umfasste. Der Wortlaut ist allgemeiner gefasst und bezieht sich auf sämtliche potenziellen fremden Herrschafts-Ansprüche auf eidgenössisches Territorium:
«ut in vallibus prenotatis nullum iudicen, qui ipsum officium aliquo precio vel peccunia aliqualiter conparaverit vel qui noster incola vel conprovincialis non fuerit, aliquatenus accipiamus vel acceptemus.» («Wir wollen in unseren Tälern keinen Richter irgendwie annehmen oder anerkennen, der dieses Amt um irgendwelchen Preis oder etwa um Geld erworben hat oder der nicht unser Einwohner oder Landsmann ist.»)
Später haben die Eidgenossen diesem Gelöbnis in Form z. B. der Schweizer Habsburgerkriege Nachachtung verschafft.
Die «Ablehnung fremder Richter» wirkt in der Schweiz bis in die Neuzeit nach. Die Ratifikation der Europäischen Menschenrechtskonvention (EMRK) etwa war 1974 erst nach recht langwierigen politischen Auseinandersetzungen möglich; sie zeitigte gewisse Eingriffe des Menschenrechts-Gerichtshofes (EGMR) in die schweizerische Gerichts-Souveränität. Die Europäische Union ist der EMRK bisher nicht beigetreten, weil ihre Autonomie durch den Europäischen Gerichtshof (EuGH) eingeschränkt würde.
Die Schweizerische Volkspartei (SVP) beruft sich auf dieses alte Prinzip und hat u. a. damit –  bisher erfolgreich – gegen den Beitritt der Schweiz zur Europäischen Union und auch zum Europäischen Wirtschaftsraum gekämpft. Sie hat zu diesem Thema die sogenannte «Selbstbestimmungsinitiative» initiiert.
Der Rückgriff auf den Bundesbrief ist allerdings unhistorisch: Im Mittelalter (d. h. vor der Gewaltentrennung der Aufklärung) hatten die Richter ("iudices") sowohl eine richterliche (judicative) als auch eine rechtssetzende (legislative) Funktion. Mit dem Richterartikel beharrten die Landleute also auf das Recht, im versammelten Gericht nicht nur selber Streit zu schlichten, sondern auch selber gesetzgeberisch zu wirken.
Zudem ist der Richterartikel nicht zwingend antihabsburgisch, sondern auch zahlreiche andere kommunale Verbände sichern sich so ihren eigenen Einfluss.